# فرودگاه دونکورت-لس-کونفلانس
فرودگاه دونکورت-لس-کونفلانس (به انگلیسی: Doncourt-lès-Conflans Airport) یک فرودگاه است که یک باند فرود چمن دارد و طول باند آن ۹۰۰ متر است. این فرودگاه در کشور فرانسه قرار دارد و در ارتفاع ۲۴۵ متری از سطح دریا واقع شده‌است.